# Gelatinase
A gelatinase é uma enzima responsável por hidrolisar a gelatina, o colágeno e alguns peptídeos. A secreção de gelatinase por um microrganismo auxilia na sua sobrevivência e patogenicidade, funcionando como um fator de virulência. A capacidade de um microrganismo produzir a gelatinase é observada através de testes bioquímicos, que auxiliam na identificação de uma determinada espécie. O teste é positivo quando em meio de cultura observa-se a presença da atividade gelatinolítica em presença de gelatina como substrato.